# Björn Jensen (Journalist)
Björn Jensen (* 1976) ist ein deutscher Sportjournalist und Verfasser von Sportbüchern.

## Leben
Jensen ist in der Sportredaktion des Hamburger Abendblatts tätig und beschäftigt sich insbesondere mit den Sportarten American Football, Boxen, Eishockey, Hockey und Tennis.
2012 erschien das gemeinsam mit Fritz Sdunek verfasste Werk „Durchgeboxt! Mein Leben am Ring“, in dem die Laufbahn und das Leben des Boxtrainers beschrieben werden. Jensen war Autor der Bücher „Believe the Hype!“ über den American-Football-Trainer Patrick Esume (erschienen 2017) und „Nebenbei Weltklasse – Aus Liebe zum Sport“ über Hockey-Olympiasieger Moritz Fürste, welches 2018 herauskam. 2019 erschien sein Buch „Laufen am Limit“ über Marathonläufer Philipp Pflieger.